# Ame-no-Koyane
Ama-no-Koyane-no-mikoto (天児屋根命) kami celeste que teria acompanhado Ninigi-no-Mikoto na terra .
Outro fato nos mostra o envolvimento de Ama-no-Koyane, para tentar trazer de novo a luz quando Amaterasu se enfiou numa caverna escura e não mais queria sair, fruto de uma travessura de seu irmão Susanoo, pois bem Ame no Koyane e Fututama no Mikoto, foram encarregados de levar a cabo o plano de Omoikane no Kami. De tentar tranquiliza-la com adivinhações em cascas de cereja . 
Este kami seria o encarregado pelo desenvolvimento do ritual Xintoísta é considerado ancestral do Clã Nakatomi e por conseguinte do Clã Fujiwara .
O Grande Santuário de Kasuga em Nara foi erguido para sua veneração . 